# Cassiglio
Cassiglio (lombardul: Cassèi) település Olaszországban, Lombardia régióban, Bergamo megyében. Lakosainak száma 110 fő (2023. január 1.). Cassiglio Piazza Brembana, Taleggio, Camerata Cornello, Valtorta, Olmo al Brembo, Ornica, Cusio, Santa Brigida és Vedeseta községekkel határos.

## Népesség
A település lakossága az elmúlt években az alábbi módon változott:
| Lakosok száma | 112  | 110  | 110  |
|               | 2017 | 2018 | 2023 |